# Inessa Kravets
Inessa Mykolajivna Kravets (ukrainska: Інесса Миколаївна Кравець), född den 5 oktober 1966, Dnepropetrovsk, Ukrainska SSR, Sovjetunionen är en ukrainsk före detta friidrottare. Hon tävlade i längdhopp och tresteg. 

## Karriär
Kravets började sin karriär som längdhoppare och deltog vid Olympiska sommarspelen 1988 i Seoul där hon tog sig vidare till finalen men slutade där på tionde plats efter att ha klarat 6,46 meter. Hon deltog vidare vid EM 1990 i Split där hon tog sig till finalen men slutade sexa efter ett hopp på 6,85 meter. Under inomhus-VM 1991 tävlade hon i tresteg, som var en uppvisningsgren och vann tävlingen. Hon slutade även fyra i längdhopp vid samma mästerskap. Samma år noterade hon sitt första världsrekord i tresteg när hon hoppade 14,95 meter.
Vid EM inomhus 1992 vann hon guld i tresteg men eftersom tresteg inte var en olympisk sport kunde hon bara tävla i längdhopp vid Olympiska sommarspelen 1992 i Barcelona. Väl där blev det en silvermedalj efter ett hopp på 7,12, bara två centimeter från segraren Heike Drechsler. Vid inomhus VM 1993 blev Kravets guldmedaljör i tresteg efter ett hopp på 14,47 samtidigt blev hon även bronsmedaljör i längdhopp. Vid EM inomhus 1994 blev det en bronsmedalj i längdhopp efter ett hopp på 6,72 meter. Vid EM utomhus samma år blev det silver i längdhopp efter Drechsler och brons i tresteg. 
Hennes stora framgång kom när hon vid VM 1995 blev världsmästare i tresteg efter ett hopp på 15,50 meter. Hoppet var 41 centimeter längre än Anna Birjukovas dåvarande världsrekord och var fram till 2021 det längsta någon hoppat. Vid samma mästerskap blev hon tia i längdhopp. Rekordet stod sig till Olympiska sommarspelen 2020 där Yulimar Rojas hoppade 15,67 meter.
Nästa stora merit blev guldet i tresteg vid Olympiska sommarspelen 1996 i Atlanta då hon hoppade 15,33. Efter flera år med skador och dopingavstängning var hon tillbaka till inomhus VM 2003 där hon blev silvermedaljör i längdhopp.

## Personliga rekord
- Tresteg utomhus - 15,50
- Tresteg inomhus - 14,67
- Längdhopp utomhus - 7,37
- Längdhopp inomhus - 7,09